# Mistrzostwa Polski w Tenisie Stołowym 1974
Mistrzostwa Polski w Tenisie Stołowym 1974 – 42. edycja mistrzostw, która odbyła się w 1974 roku w Lublinie.

## Medaliści
| Konkurencja             | Złoty                                                                         | Srebrny                                                          | Brązowy                                                               |
| Gra pojedyncza mężczyzn | Zbigniew Frączyk (Włókniarz Łódź)                                             | Marek Skibiński (Start Włocławek)                                | Witold Woźnica (AZS Gliwice)                                          |
| Gra pojedyncza kobiet   | Czesława Noworyta (AZS Gliwice)                                               | Danuta Calińska (Spójnia Warszawa)                               | Barbara Pawełczyk (Narew Ostrołęka)                                   |
| Gra podwójna mężczyzn   | Andrzej Baranowski (Siarka Tarnobrzeg) Ryszard Czochański (Siarka Tarnobrzeg) | Jerzy Skublicki (Karpaty Krosno) Andrzej Domicz (Włókniarz Łódź) | Zbigniew Frączyk (Włókniarz Łódź) Stanisław Frączyk (Włókniarz Łódź)  |
| Gra podwójna kobiet     | Danuta Calińska (Spójnia Warszawa) Czesława Noworyta (AZS Gliwice)            | Anna Przygoda (Motor Lublin) Ewa Olek (Siarka Tarnobrzeg)        | Jadwiga Chądzyńska (Ślęza Wrocław) Danuta Mania (Odra Wrocław)        |
| Gra mieszana            | Andrzej Baranowski (Siarka Tarnobrzeg) Ewa Olek (Siarka Tarnobrzeg)           | Witold Woźnica (AZS Gliwice) Czesława Noworyta (AZS Gliwice)     | Janusz Kusiński (Spójnia Warszawa) Danuta Calińska (Spójnia Warszawa) |